# Rich Kid Blues
Rich Kid Blues est un album enregistré en 1971 par Marianne Faithfull. Il n'est sorti qu'en 1985, accompagné d'une sélection de titres de Faithless.
En 1971, le producteur Mike Leander croise Marianne Faithfull alors qu'elle vit dans la rue, et lui propose d'enregistrer un album. L'enregistrement a lieu au début de l'année. Les titres choisis sont des chansons de folk rock joués de façon acoustique, accompagnés de reprises de chansons de Bob Dylan et d'autres artistes.
L'album ne sort pas à l'époque, les productions Nems abandonnant le projet. Il faut attendre juillet 1984 pour que le titre Rich Kid Blues sorte en LP chez Castle, puis octobre 1985 pour la sortie du CD, assorti d'une sélection de titres de l'album Faithless, toujours chez Castle. Il est réédité par Diablo en 1988 et 2002. Il ressort également combiné à l'album Faithless sur la compilation It's All Over Now, Baby Blue en 1999.

## Liste des titres
1. Rich Kid Blues (Terry Reid)
2. Long Black Veil (Dill / Marijohn Wilkin)
3. Sad Lisa (Cat Stevens)
4. It's All Over Now, Baby Blue (Bob Dylan)
5. Southern Butterfly (Tim Hardin)
6. Chords of Fame (Phil Ochs)
7. Visions of Johanna (Dylan)
8. It Takes a Lot to Laugh, It Takes a Train to Cry (Dylan)
9. Beware Of Darkness (George Harrison)
10. Corrina, Corrina (Parish / Williams / Chatman)
11. Mud Slide Slim (James Taylor)
12. Crazy Lady Blues (Sandy Denny)